# Richard R. Schrock
Richard Royce Schrock (n. 4 ianuarie 1945, Berne⁠(d), Indiana, SUA) este un chimist american, laureat al Premiului Nobel pentru chimie (2005).